# اس‌ام یوبی-۱۳۰
اس‌ام یوبی-۱۳۰ (به انگلیسی: SM UB-130) یک زیردریایی بود که طول آن ۵۵٫۸۵ متر (۱۸۳٫۲ فوت) بود. این زیردریایی در سال ۱۹۱۸ ساخته شد.